# Группа Астра
«Группа Астра» — российский разработчик инфраструктурного ПО. Полное название — ПАО Группа Астра. Объединяет компании - разработчики ПО: «РусБИТех-Астра», «Увеон — облачные технологии», «РуБэкап», «РуПост», «Тантор Лабс», «РеСолют», ISPsystem («Экзософт») и «Номари СиАйЭс», «Русоникс», «Астра Консалтинг», ICL Services, ООО «БРО Софтвер». Генеральным директором является Илья Сивцев. Головной офис компании находится в Москве.

## История
В 2008 году был разработан ключевой продукт Astra Linux. Компания занимается разработкой и сопровождением продукта. Сейчас имеет название ПАО Группа Астра. Осенью 2020 года приобрела 80% компании РуБэкап. В 2022 году «Группа Астра» приобрела долю в 75% в компании «Тантор Лабс», которая разрабатывает СУБД и платформу управления базами данных Tantor. В этом же году — 70% компании ISPsystem («Экзософт»).  Осенью 2023 года — 70,2% разработчика платформ для корпоративного обучения «Номари СиАйЭс».
В 2020 году ПК СВ «Брест» прошел сертификацию по требованиям безопасности информации Министерства обороны России. В 2020 году система резервного копирования РуБэкап была включена в реестр российского ПО. В 2021 году корпоративное клиент-серверное решение класса Enterprise Mobility Management (EMM) WorksPad, которое было включено в Государственный реестр сертифицированных средств защиты информации ФСТЭК России 17 марта 2020 года, вошло в «Группу Астра». В ноябре 2021 года «Группа Астра» представила решение для управления доменом ALD Pro. В 2021 году состоялся релиз диспетчера подключений виртуальных рабочих мест Termidesk от компании «Увеон — облачные технологии», которая входит в «Группу Астра». В 2022 году в реестр отечественного ПО была внесена система корпоративной почты «РуПост» от «Группы Астра». В 2023 году компания «Увеон — облачные технологии» выпустила ПО Terminal Termidesk. В 2024 приобрела 80% компании «Сатори» и 80% «Русоникс».
В 2023 году открылась лаборатория компании в Сибирском государственном автомобильно-дорожном университете, в колледже университета «Сириус», в 2024 году — в МИТУ-МАСИ, НГТУ НЭТИ. В 2024 году подписала соглашение с «Технопарком Санкт-Петербурга».
Компания сотрудничает с IVA Technologies, BIZone и др.  В 2024 году объявила о сотрудничестве с ФК «Зенит», а также с компаниями ВТБ, «Аэрофлот», «Новатэк», «Русгидро», «Алроса» и др.

## Собственники и руководство
Мажоритарные акционеры — Илья Сивцев и Денис Фролов (принадлежит 80,24%). Генеральным директором является Илья Сивцев.

## Финансовые показатели
13 октября 2023 года компания объявила о проведении первичного публичного предложения (IPO) акций на Московской бирже по верхней границе ценового диапазона — по 333 руб. за бумагу. В результате по указанной цене рыночная капитализация компании оценивалась в 69,9 млрд руб. Совокупный спрос от инвесторов превысил предложение более чем в 20 раз по верхней границе ценового диапазона, а количество новых инвесторов в структуре акционерного капитала составило порядка 100 тысяч человек.
После первичного размещения акций на Московской бирже (IPO) 13 октября 2023 года 5% из них находились в свободном обращении, 18,05% принадлежали Илье Сивцеву, 72,19% — Денису Фролову, 4,76% составляли квазиказначейские бумаги.
19 апреля 2024 года компания провела вторичное размещение акций (SPO), в рамках которого финальная цена составила 555 руб. за акцию, по итогам которого привлекла 11,7 млрд руб. Количество акций в свободном обращении увеличилось до 15%: на 19 апреля 2024 года 15% акций находятся в свободном обращении (free-float), 4,76% — принадлежат Астра Инвестиции, 80,24% — основным акционерам (18,05% — Сивцеву, 62,19% — Фролову).